# Adelbert Schulz
Adelbert Schulz (Berlino, 20 dicembre 1903 – Šepetivka, 28 gennaio 1944) è stato un generale e poliziotto tedesco.
Proveniente dalla Polizia prussiana, divenne ufficiale della Wehrmacht nel 1935 e prese parte alla seconda guerra mondiale alla testa di unità corazzate della famosa 7. Panzer-Division. Comandante abile ed energico, guidò con successo i suoi carri armati in molte battaglie; morì sul campo sul fronte orientale per il fuoco nemico il 28 gennaio 1944.
Soprannominato dai soldati per la sua energia e per la sua condotta in prima linea Panzer-Schulz ("Schulz il carro armato"), Schulz fu uno dei più famosi e capaci comandanti di unità corazzate delle temute Panzer-Division tedesche. Guidò i suoi reparti di carri armati all'ovest nel 1940 ed all'est dal 1941 al 1944, distinguendosi su molti campi di battaglia.
Per i suoi successi e il valore personale mostrato di fronte al nemico, fu il nono soldato tedesco (ed il secondo dell'Esercito dopo il feldmaresciallo Erwin Rommel) ad ottenere il 14 dicembre 1943 la seconda più alta decorazione al valore delle forze armate tedesche: la Croce di Cavaliere della Croce di Ferro con Fronde di Quercia, Spade e Diamanti.

## Biografia

### Gli inizi e la seconda guerra mondiale
Originario di Berlino, figlio di un funzionario dell'amministrazione civile, Adelbert Schulz intraprese inizialmente una carriera scolastica indirizzata ad intraprendere una attività lavorativa nel settore commerciale e bancario, ma nel 1925 il giovane decise di cambiare completamente i suoi progetti e si arruolò nella forze di polizia della Prussia frequentando la Polizeischule. Dopo aver completato i corsi nel 1927, Schulz intraprese la carriera all'interno della polizia e nel 1934 venne promosso Polizeileutnant (sottotenente). Le sue prospettive cambiarono nuovamente al momento della creazione e della forte espansione della Wehrmacht, le nuove forze armate della Germania nazista; Adelbert Schulz venne trasferito il 1º ottobre 1935 dalla Polizia (preußischen kasernierten Landespolizei) all'Esercito tedesco dove, con il grado di oberleutnant, iniziò a servire nelle truppe motorizzate. Negli anni seguenti prese parte all'occupazione dell'Austria (Anschluss, marzo 1938) e della regione dei Sudeti (ottobre 1938).
Adelbert Schulz iniziò la sua partecipazione alla seconda guerra mondiale come ufficiale delle Panzertruppen nei quadri della 7. Panzer-Division che, al comando del generale Erwin Rommel, si distinse per le sue brillanti avanzate nel corso dell'invasione della Francia dell'estate 1940. Durante questa campagna Schulz guidò, con il grado di capitano (hauptmann), la 1. Panzerkompanie del Panzerregiment 25, l'unità corazzata della divisione, e contribuì alle continue vittorie dimostrando preparazione e coraggio. Per i risultati raggiunti con i suoi carri armati, ricevette il 29 settembre 1940 la Croce di cavaliere della Croce di ferro.

### Sul fronte orientale
Fu durante la campagna sul fronte orientale che Adelbert Schulz divenne uno dei comandanti di panzer più famosi e rispettati all'interno della Wehrmacht sia tra gli alti comandi che tra le truppe sul campo. Dotato di energia e spirito d'iniziativa, Schulz controllava le manovre dei suoi reparti dalla prima linea esponendosi al fuoco nemico e divenne noto tra i suoi soldati per il coraggio e lo slancio offensivo come Panzerschulz ("Schulz il carro armato"). All'inizio dell'operazione Barbarossa il capitano era al comando del I Abteilung (battaglione) del Panzerregiment 25 sempre nella 7. Panzer-Division, la divisione corazzata, passata al comando del generale Hans von Funck, in cui sarebbe rimasto per tutta la guerra fino alla sua morte. Fin dai primi scontri i carri armati del capitano Schulz furono alla testa della rapida avanzata, dispersero le truppe nemiche in ritirata e aprirono la strada per la fanteria tedesca; la 7. Panzer-Division contribuì in modo decisivo alla chiusura delle grandi sacche di Minsk, di Smolensk e di Vjaz'ma, il capitano Schulz prese parte ai duri scontri ad Alytus contro i carri armati sovietici e si congiunse ad est di Smolensk con i reparti del Panzergruppe 2, provenienti da sud.

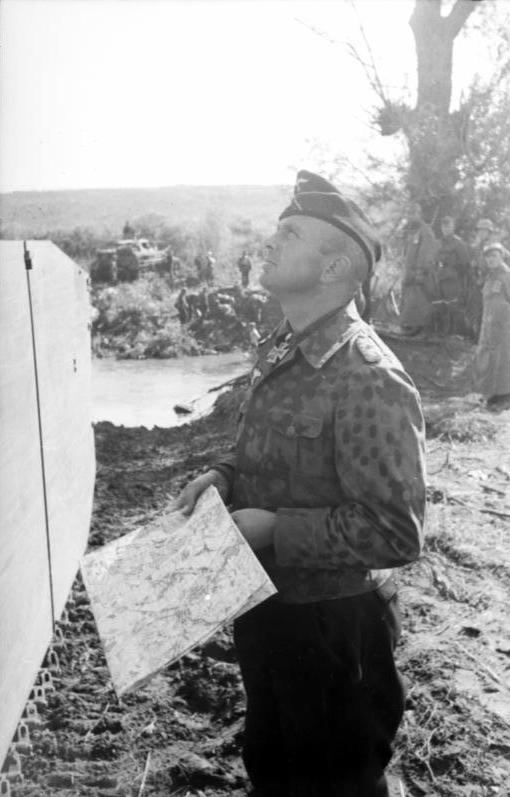
Adelbert Schulz sul fronte orientale nell'estate 1943.

Nel corso della drammatica campagna invernale sul fronte orientale dopo il fallimento dell'offensiva su Mosca, il capitano Schulz prese il comando di un kampfgruppe meccanizzato ed ebbe un ruolo importante, frenando con una serie di piccoli contrattacchi l'avanzata sovietica ed organizzando la ritirata, nella neve e con temperature molto basse, dei superstiti della sua divisione tra cui una colonna di oltre 4.000 feriti. Schulz riuscì a mantenere la coesione del reparto, a concludere con successo la manovra di ripiegamento e a portare in salvo i feriti. Per i risultati raggiunti ed il coraggio dimostrato in una situazione di grande difficoltà, l'ufficiale venne promosso major e ricevette il 31 dicembre 1941 la decorazione delle Foglie di quercia per la Croce di cavaliere.
Al termine della campagna invernale del 1941-1942 la 7. Panzer-Division, uscita molto provata dai combattimenti, venne richiamata all'ovest per essere totalmente ricostituita e riequipaggiata e il maggiore Schulz seguì la sua divisione in Francia dove iniziò il processo di riorganizzazione dei reparti in vista di un possibile impiego in occidente in caso di tentativo di sbarco anglosassone sulle coste francesi. In realtà la 7. Panzer-Division venne poi impiegata nel novembre 1942 per l'occupazione della zona libera della Francia (operazione Anton) e del porto di Tolone (operazione Lila) in risposta allo sbarco angloamericano nel Nordafrica francese. Il maggiore Schulz prese parte a queste facili operazioni che non incontrarono resistenza. Quasi subito tuttavia il precipitare della situazione dell'Asse nel settore meridionale del fronte orientale (battaglia di Stalingrado) richiese il trasferimento d'urgenza della 7. Panzer-Division (a pieno organico con 146 carri armati moderni) di nuovo all'est (dicembre 1942).

### La seconda campagna all'est e la morte
Il maggiore Schulz prese parte, alla testa del I Abteilung corazzato della divisione, ai continui scontri in difesa ed all'attacco che si succedettero durante i mesi invernali tra il Don ed il Donec che terminarono, dopo una lunga ritirata tedesca, con i successi di Char'kov e di Barvenkovo (15 marzo 1943). Adelbert Schulz fin dal 5 marzo 1943 aveva assunto il comando dell'intero Panzerregiment 25 ed il 1º aprile venne promosso oberstleutnant per la capacità di comando dimostrata sul campo.

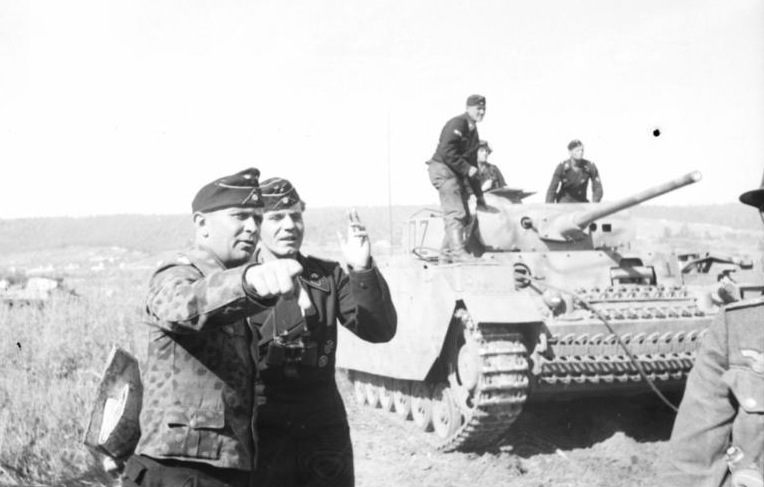
Il colonnello Schulz discute dettagli tattici con un comandante di panzer, durante la fase preparatoria della battaglia di Kursk

Dopo la lunga fase di preparazione e riorganizzazione del forze corazzate tedesche all'est nella primavera 1943, il tenente colonnello Schulz ebbe un ruolo importante nei grandi scontri di carri durante la dura battaglia di Kursk; schierato con il suo Panzerregiment 25 sul fianco destro delle forze del feldmaresciallo Erich von Manstein (3º Panzerkorps del "Distaccamento d'armata Kempff"), l'ufficiale tedesco guidò in prima linea i suoi carri armati ed ottenne alcuni successi iniziali. Vennero respinti vari contrattacchi sovietici e venne portato sostegno ai granatieri della 7. Panzer-Division impegnati del difficile compito di sfondare le munite linee fortificate nemiche; fu distrutta il 9 luglio una concentrazione di carri sovietici T-34 nello scontro di Rasumnoje. Avanzando a fianco dei mezzi corazzati della 6. Panzer-Division del colonnello Hermann von Oppeln-Bronikowski e dei carri Panzer VI Tiger I del maggiore Klemens von Kageneck, il tenente colonnello Schulz marciò verso nord ma alla fine la spinta tedesca si esaurì di fronte al continuo rafforzamento del nemico e le divisioni corazzate del 3º Panzerkorps non riuscirono a ricollegarsi sul campo di battaglia di Prochorovka con le truppe scelte Waffen-SS del generale Paul Hausser che vennero a loro volta fermate e respinte il 12 luglio.
Nonostante il fallimento finale, Adelbert Schulz accrebbe ancora la sua fama di comandante carrista audace e coraggioso e il 6 agosto 1943 venne di nuovo decorato con l'assegnazione delle Spade per la Croce di cavaliere con foglie di quercia (33° soldato tedesco ad ottenere questo riconoscimento durante la guerra).

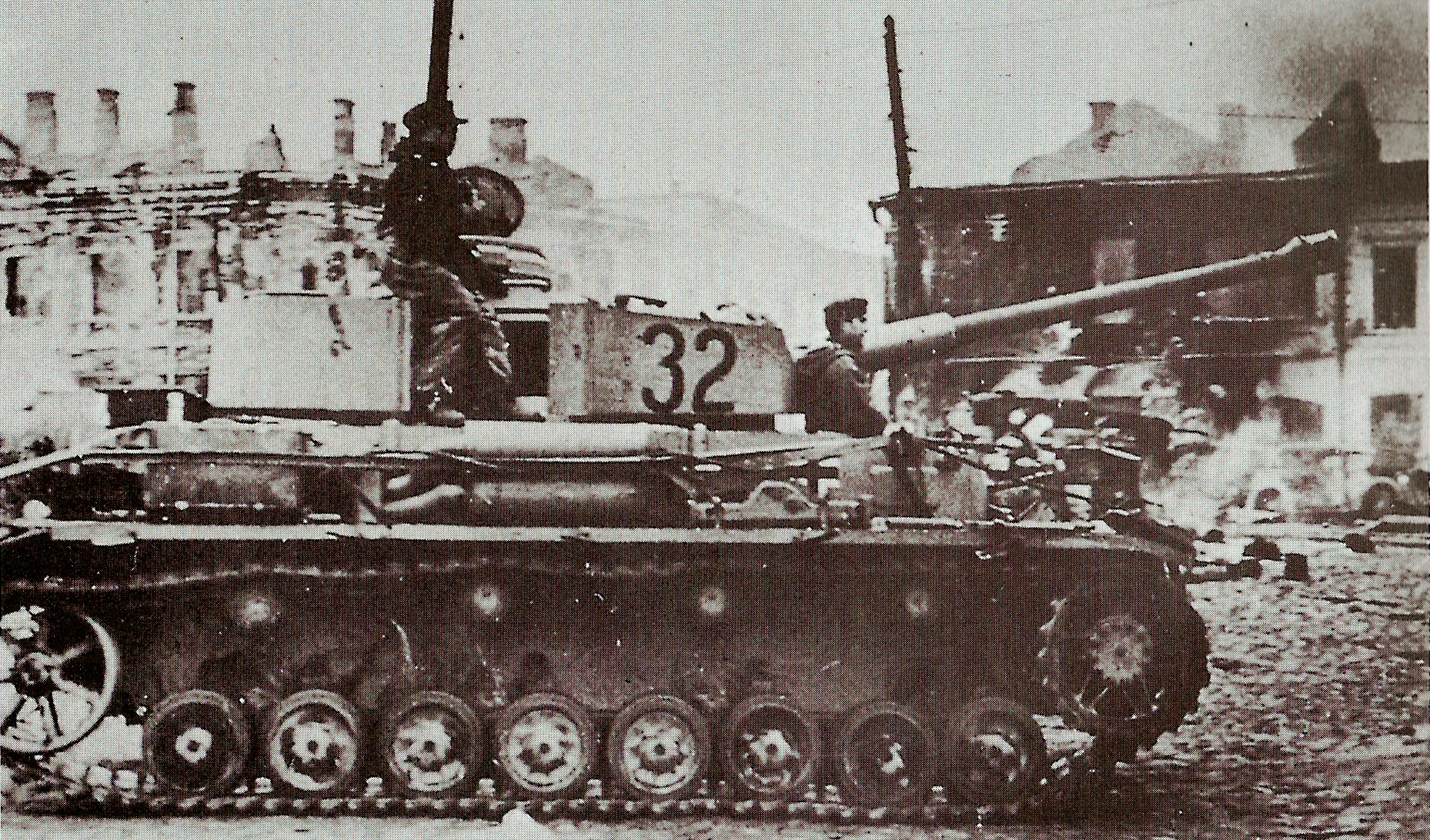
Un carro Panzer IV del Panzerregiment 25 comandato dal colonnello Schulz marcia dentro Žitomir durante la controffensiva tedesca del novembre 1943.

Il 1º novembre 1943 Adelbert Schulz venne promosso al grado di oberst e nei mesi successivi guidò ancora una volta il suo reggimento corazzato negli incessanti combattimenti sostenuti dalla 7. Panzer-Division per cercare di frenare la nuova offensiva generale sferrata dall'Armata Rossa lungo il Dnepr. A novembre e dicembre i carri armati del colonnello Schulz entrarono continuamente in azione spostandosi frequentemente lungo il fronte per essere impiegati nei punti critici come riserva tattica; i panzer del Panzerregiment 25 distrussero molti mezzi corazzati nemici ma non riuscirono ad impedire la caduta di Kiev (6 novembre 1943). Schulz partecipò subito dopo alla riuscita controffensiva di Žitomir che mise in difficoltà i sovietici e portò alla riconquista il 19 novembre dell'importante città ucraina da parte della 7. Panzer-Division. Durante queste battaglie il colonnello Schulz dimostrò abilità tattica e coraggio; nel corso di uno di questi scontri i suoi panzer, impegnati in attacco e difesa, distrussero oltre 200 carri armati nemici.
Per questi brillanti risultati e per la sua condotta aggressiva di comando, Adelbert Schulz ricevette il 14 dicembre 1943 l'ambitissima decorazione della Croce di cavaliere con foglie di quercia, spade e diamanti; l'ufficiale fu il nono soldato della Wehrmacht a ricevere questo riconoscimento ed il secondo dell'Esercito, dopo il feldmaresciallo Rommel. Richiamato al Quartier generale del Führer per l'assegnazione formale della decorazione, il colonnello Schulz in un primo momento rimase sul fronte orientale per combattere insieme ai suoi soldati nella nuova fase difensiva del mese di dicembre. Finalmente il 9 gennaio 1944 lasciò il fronte e raggiunse Rastenburg dove ricevette personalmente da Adolf Hitler la decorazione dei diamanti; nell'occasione venne anche promosso al grado di generalmajor e nominato comandante della 7. Panzer-Division al posto del generale Hasso von Manteuffel, trasferito alla Panzergrenadier-Division Großdeutschland.
Dopo una breve licenza in Germania Adelbert Schulz tornò sul fronte orientale per assumere il comando della divisione corazzata e partecipare ai combattimenti. Le ultime battaglie dell'ufficiale dei panzer ebbero luogo a Šepetivka dove la 7. Panzer-Division, ormai molto indebolita, sferrò un contrattacco contro le colonne sovietiche in avanzata. Il 28 gennaio 1944 Schulz venne mortalmente ferito da un proiettile d'artiglieria che colpì il suo mezzo cingolato di comando mentre il generale si recava sulla linea del fronte per conferire con i suoi ufficiali e studiare la situazione. Lo stesso giorno l'OKW diede notizia della sua morte ed esaltò le sue qualità di soldato nel Wehrmachtbericht quotidiano.
Considerato tra i più capaci ed esperti comandanti di unità minori corazzate delle Panzer-Division tedesche, Adelbert Schulz, apprezzato dai suoi uomini per il comando diretto sul campo e per lo stile informale, diede prova di abilità e coraggio su molti campi di battaglia e fu uno dei due soli soldati delle Panzertruppen a ricevere la Croce di cavaliere con foglie di quercia, spade e diamanti, insieme al conte Hyazinth von Strachwitz.